# Siegfried Kristen
Siegfried Kristen (* 26. Oktober 1928 in Glatz, Provinz Niederschlesien; † 27. Oktober 2019 in Kiel) war ein deutscher Theaterschauspieler.

## Leben
Siegfried Kristen wurde 1928 in Schlesien geboren. Im Alter von 16 Jahren wurde er gegen Kriegsende zur Wehrmacht eingezogen. Nach dem Zweiten Weltkrieg kam er nach Heidelberg, wo er als Dolmetscher für die dort stationierten US-amerikanischen Besatzungstruppen arbeitete. Seine Schauspielausbildung erhielt er an der Schauspielschule Heidelberg.
Erste Engagements hatte er in Heidelberg, Mannheim, München und an den Kammerspielen Kurpfalz. Von 1957 bis 1962 war er am Heidelberger Zimmertheater engagiert, wo er als Schauspieler und Bühnentechniker tätig war. 1962 wurde er von dem damaligen Kieler Intendanten Hans-Georg Rudolph an das Schauspielhaus Kiel engagiert, dem er als festes Ensemblemitglied über 50 Jahre angehörte. Seit 1988 war Kristen „Kammerschauspieler“ der Stadt Kiel. Unter der Intendanz von Daniel Karasek wurde er 2003 zum Ehrenmitglied ernannt.
Seine Debütrolle in Kiel war der Pförtner in Macbeth. Am Kieler Schauspielhaus, an dem er ohne Unterbrechung unter Intendanten von Joachim Klaiber bis Daniel Karasek auf der Bühne stand, verkörperte er über 300 Rollen des klassischen und modernen Theaterrepertoires. Zu seinen Bühnenfiguren gehörten u. a. der Zimmermann Squenz in der Shakespeare-Komödie Ein Sommernachtstraum und Lucky in Warten auf Godot. In der Spielzeit 2000/01 trat er als Sandy Baron in Gil Mehmerts Bühnenfassung von Broadway Danny Rose nach Woody Allens gleichnamiger Filmkomödie auf. In der Spielzeit 2005/06 trat er am Opernhaus Kiel im Weihnachtsstück Ronja Räubertochter als „kauziger“ Erzähler Glatzen-Per auf.
Zu seinen wichtigen Altersrollen am Kieler Schauspielhaus gehörten Henning Mankells Flüchtlingsdrama Zeit im Dunkeln (2003, mit Vera Weisbrod als Partnerin) und der jüdische Amsterdamer Bäcker Hans in Sechzehn Verletzte von Eliam Kraiem (Premiere: Spielzeit 2006/07). In der Spielzeit 2007/08 verkörperte er den alten Harry Frommermann in dem Musical Comedian Harmonists II. 2009 war er der alte Bergmann und Bandleader Danny in dem Ensemblestück Brassed Off – Mit Pauken und Trompeten an der Seite von Zacharias Preen und Rainer Jordan. Seine letzte Rolle spielte er 2010 in Liliom von Ferenc Molnár.
Kristen war am Kieler Theater außerdem in verschiedenen Mitwirkungsgremien aktiv, u. a. in der Bühnengenossenschaft, im Personalrat und in der Paritätischen Prüfungskommission. Gelegentlich übernahm er auch Film- und Fernsehrollen. Außerdem wirkte er als Hörspielsprecher, als Rezitator und trat bei Lesungen hervor.
2010 erlitt Kristen einen Schlaganfall und war fortan auf die Nutzung eines Rollstuhls angewiesen. 2017 legte er seine Lebenserinnerungen Kein Theater! Kein Theater! vor. Kristen starb einen Tag nach seinem 91. Geburtstag.